# Minorville
Minorville – miejscowość i gmina we Francji, w regionie Grand Est, w departamencie Meurthe i Mozela.
Według danych na rok 1990 gminę zamieszkiwały 183 osoby, a gęstość zaludnienia wynosiła 14 osób/km² (wśród 2335 gmin Lotaryngii Minorville plasuje się na 862. miejscu pod względem liczby ludności, natomiast pod względem powierzchni na miejscu 419.).